# 布朗温·考克斯
布朗温·考克斯（英語：Bronwyn Cox，1997年4月19日—），澳大利亚女子赛艇运动员。她曾代表澳大利亚参加世界赛艇锦标赛，获得一枚银牌和一枚铜牌。她也曾参加2020年夏季奥林匹克运动会。